# 책갈피 (Aqua Timez의 노래)
〈책갈피〉(しおり 시오리[*])는 Aqua Timez가 2007년 5월 9일에 발매한 세 번째 싱글이다.

## 개요
- 전작 앨범 《바람을 모아서》 발매 이후 약 반년 만에 발매된 싱글이다.
- 미쓰야 사이다 광고 음악으로 기용되었다.
- 〈꿈풍선〉(夢風船 유메후센[*])은 아마추어 시절 초기에 만들어진 노래이다.

## 타이업
- 책갈피

2007년 3월 14일부터 미쓰야 사이다 봄 한정으로 방송되었다. 그 후 NTV 스페셜 드라마 《신칸센 GIRL》 주제가로 기용되었다.
- 꿈풍선

2007년 4월 14일, NHK 디지털 위성 하이비전 《지구에 살고있는 아이들》 테마송으로 기용되었다.

## 곡 명의 유래
곡 명의 유래는 가사 중 "오늘도 그대가 좋았습니다"라는 부분에서, 아직 이야기가 끝난 것이 아니라는 의미로 지은 것이다.

## 수록곡
1. 〈책갈피〉 (しおり)
2. 〈꿈풍선〉 (夢風船)

작사·작곡 : 후토시 / 편곡 : Aqua Timez (전곡)